# Playax
Playax é uma startup de música e tecnologia que oferece análises e insights sobre a circulação de músicas em rádios, tvs e websites.
O software desenvolvido pela empresa é capaz de ‘ouvir’ simultaneamente milhares de fontes emissoras de áudio (rádios, TVs, sites, etc), identificar automaticamente as músicas que estão tocando através de um algoritmo de audio fingerprinting e fornecer relatórios e análises para profissionais da música.